# Hyllisia madecassa
Hyllisia madecassa là một loài bọ cánh cứng trong họ Cerambycidae.